# 萨比尔·卡齐米
萨比尔·卡齐米（波斯語：‎，1998年12月24日—），伊朗男子排球运动员，2018年亚洲运动会男子排球金牌得主、2021年亚洲男子排球锦标赛金牌得主、2022年亚洲运动会男子排球金牌得主。